# 约翰·卡尔森
约翰·卡尔森（英語：John Carlson，1990年1月10日—），美国男子冰球运动员，场上位置是后卫。他曾代表美国国家队参加2014年冬季奥林匹克运动会冰球比赛，获得第4名。